# Narembeen
Narembeen – miasto w Australii, w stanie Australia Zachodnia.